# Crijep
Crijep je građevinski materijal koji se koristi za pokrivanje krovova nastamba ili zgrada. Dizajn crijepa omogućava da se zgrada zaštiti od prodora vode, te termičku zaštitu od topline i hladnoće. Izbor materijala od kojeg se izrađuje crijep zavisi od dostupnosti tehnologije izrade materijala, lokalnih prilika te trgovine. Crijep se obično izrađuje od pečene gline, armiranog betona, metala, drva, ili od polimera. 

## Vrste crijepa
Na području Hrvatske od poznatijih vrsta crijepova poznati su biber s nosom ili dva nosa i rupama za čavle; kanalica, jedan od najstarijih oblika crijepa za pokrivanje krova, rađena je od gline; mediteran s dva utora i rupama za čavle, uobičajen na Mediteranu; šindra rađena od drvenih daščica, uobičajena u šumovitim područjima.

## Vanjske poveznice
- opeka i crijep Hrvatska tehnička enciklopedija, portal hrvatske tehničke baštine. LZMK